# Дінос Сіотіс
Дінос Сіотіс (грец. Ντίνος Σιώτης, 19 грудня 1944, Тінос) — новогрецький поет, журналіст.

## Біографічні відомості
Дінос Сіотіс народився 1944 року на острові Тінос. Вивчав право в Афінах і порівняльне літературознавство в Сан-Франциско. Працював прес-радником у Сан-Франциско, Нью-Йорку, Бостоні і Оттаві.
Опублікував 20 збірок поезії та прози, в тому числі три англійською і одну французькою мовами, разом з десятьма журналами. Він також опублікував роман. Перша збірка, опублікована 1969 року мала назву «Απόπειρα». З 1979 року писав літературознавчі відгуки для столичних газет «То Віма» і «Елефтеротіпія». Вірші і статті перекладались на європейські та азійські мови.
Дінос Сіотіс керує англомовним літературним журналу «Mondo Greco», який видається некомерційною літературною організацією «(δε)κατα», заснованою самим Сіотісом спільно із поетом Паносом Капонісом. Він також працює в літературному журналі Poetix. Удостоєний Першої Державної поетичної премії за книгу «Η αυτοβιογραφία ενός στόχου» 2007 року.

## Збірки поезій
- Απόπειρα, Ιωλκός Αθήνα 1969
- So What, Panjandrum Oress San Francisco 1972
- Εμείς και ο βροχοποιός, Τραμ, Θεσσαλονίκη 1973
- Δεκατρία Ηλεκτρικά Πιήματα, The Wire Press, San Francisco 1978
- Καιρικές Συνθήκες, Γνώση Αθήνα 1981
- Κλιματιζόμενοι Διάδρομοι, Νεφέλη, Αθήνα 1986
- Part Time Paradise, Mosaic Press, NeW York & Toronto 1988
- Η Μηχανή των Μυστικών, Καστανιώτης, Αθήνα 1994
- Τήνος — Ποιητική Περίληψη, Εκδόσεις Εκτός Εμπορίου, New York 1997
- Μουσείο Αέρος, Καστανιώτης, Αθήνα 1998
- Foreign Territory, Philos Press, Santa Rosa, California 2001
- Το ηλιοστάσιο των Αγγέλων, Κέδρος, Αθήνα 2002
- Δεν γνωρίζω / Δεν απαντώ, Κέδρος, Αθήνα 2004
- Le Solstice des Anges, L' Harmattan, Paris 2006
- Αυτογραφία ςνός στόχου, Κέδρος, Αθήνα 2006 [Κρατικό Βραβείο Ποίησης 2007]
- Ποιήματα Πυρκαγιάς, 1η έκδοση εκτός εμπορίου, Κοινωνία των (δε)κάτων, Αθήνα 2007
- Ποιήματα Πυρκαγιάς, 2η έκδοση, Τυπωθήτω-Γ. Δαρδανός, Αθήνα 2007
- Σύνδεση με τα προηγούμενα, Κέδρος, Αθήνα 2008
- Εισοδηματίες ανέμου, Κοινωνία των (δε)κάτων, Αθήνα 2008
- Ξεφλουδίζοντας το ποίημα, (με πρόλογο του Νάνου Βαλαωρίτη), Απόπειρα, Αθήνα 2010

## Проза
- Δέκα χρόνια κάπου, μυθιστόρημα, 2η έκδοση, Καστανιώτης, Αθήνα 1987
- Ταις πρεσβείαις, νουβέλα, Καστανιώτης, Αθήνα 1995
- High Life, αφηγήματα, Καστανιώτης, Αθήνα 1996

## Публікації в журналах
- The Wire, S. Francisco 1971—1974
- The Journal of the Hellenic-American Society, Indianapolis & S. Francisco 1974—1976
- The Coffehouse, San Francisco 1975—1982
- The Journal of the Hellenic Diaspora,Indianapolis & S. Francisco 1976—1980
- Το βαπόρι της Ποίησης, San Francisco 1978—1979
- Pejection (με τον Ν. Βαλαωρίτη), San Francisco 1980—1981
- Aegean Review, New York 1986—1990
- Ρεύματα, Αθήνα 1991—1997
- MondoGreco, Boston 1999-σήμερα
- (δε)κατα, Αθήνα 2005-σήμερα